# 达克什泰因
达克什泰因（法語：Dachstein，发音：[dakʃtain] 或 [daxʃtain]）是法国下莱茵省的一个市镇，位于该省中南部，属于莫尔赛姆区和莫尔赛姆县（Molsheim）。该市镇总面积7.46平方公里，2014年时的人口为1801人。

## 人口
达克什泰因人口变化图示